# 극자성 항성
극자성 항성(極子性 恒星, 영어:Polor Star[폴로르 스타])은 자기장이 매우 강한 항성을 가르키는 단어이다. 극자성 항성에 속하는 항성인 경우에는 변광성이거나 쌍성에 속하는 경우가 많다.

## 특징
천문학에서 극자성(極子性,영어:Polor[폴로르])은 매우 자기적인 형태의 대격변변광성(CV)의 쌍성계로 원래 원형 구성원인 허큘리스자리의 이름을 따서 허큘리스자리 AM이란 항성으로 알려졌다. 다른 변광성들과 마찬가지로 극자성 항성은 두 개의 별을 포함하고 있는데 즉 백색 왜성(WD)과 질량이 낮은 공여성(주로 적색 왜성이 되는 경우가 많다.)은 쌍성계 주성의 강한 중력에 의해 질량을 계속해서 주성으로 전달하여 주성의 질량을 넘치게 한다. 극자성은 쌍성계의 주성에 매우 강한 자기장이 존재함으로써 다른 변광성과 확실히 구별된다. 극자계의 전형적인 자기장 세기는 1,000만~8,000만 가우스(1,000~8,000테슬라)이다. 극자성 항성으로 큰곰자리의 항성에 속한 AN 우르사에 마조리스는 자기장 세기가 2억 3천만 가우스(23kT)로 대격변 변수 중에 가장 강력한 자기장을 가지고 있다. 이러한 극자성 항성의 자기력의 가장 중요한 결과 중에 하나는 주성의 회전 주기와 쌍성의 공전 주기를 일치화시킨다는 것이다. 우선 쌍성계 주성의 같은 면이 항상 공여성을 향한다는 것을 의미한다. 이러한 동기 회전은 극의 정의적 특징으로 간주된다. 또한 쌍성계 주성의 자기장은 공여별이 강착원반으로 발전하기 전에 강착원류를 포착한다. 강착 스트림의 포획은 스레드(threading)로 알려져 있으며 쌍성계 주성의 자기 압력이 스트림의 램 압력과 일치할 때 발생한다. 포획된 물질은 쌍성계 주성의 자기장 선을 따라 흐르며 전류가 격렬하게 한계에 도달할 때까지 항성의 자극 근처에서 충격을 받는다. 이러한 강착 영역은 쌍성계 주성 표면의 일부만을 덮고 있지만 쌍성계의 광학적 빛에 절반을 기여할 수 있다. 강착 영역은 광학 및 근적외선 사이클로트론 복사 외에도 충격 내 가스의 고온으로 인해 X선을 생성하므로 극지는 비자성 CV보다 X선에서 더 밝은 경우가 많다. 비자성계에서의 강착은 강착원반 내의 점성에 의해 통제되는 반면 극지에서의 강착은 전적으로 자기적이다. 또한 강착원반은 크게 두께가 없는 2차원 구조로 대략 상상할 수 있지만 극지방의 강착 흐름은 자기장선이 궤도면에서 강착원반을 들어올리기 때문에 복잡한 3차원 구조를 가지고 있다. 실제로 일부 극자성 항성에서는 강착 흐름의 수직 범위가 지구에서 볼 때 중력의 강착 지점 앞을 규칙적으로 통과할 수 있게 하여 체계의 관측된 밝기를 일시적으로 감소시킨다. 극자성 항성은 그들이 생성하는 선편광과 원편광에서 그들의 이름을 따왔다. 극의 강착 기하학에 대한 정보는 극의 편광을 연구함으로써 알 수 있다. 쌍성계 주성의 회전 주기와 쌍성 공전 주기의 1:1 비율은 극의 기본 성질이지만 4개의 극(V1500 Cyg, BY Cam, V1432 Aql, CD Ind)에서는 이러한 두 항성들의 주기가 ~1% 이하 차이가 난다. 극자성 항성의 비동기 회전에 대한 가장 일반적인 설명은 이들 체계가 초신성의 폭발, 극자성 항성의 회전 주기를 변경함으로써 동기화를 깨뜨릴 때까지 동기화되었다는 것이다. 최초로 알려진 비동기 극형 V1500 Cyg는 1975년에 초신성 폭발을 겪었고 초신성이 희미해진 후에 그것의 비동기 회전이 발견되었으며 이러한 현상의 가장 좋은 관측 증거를 제공했다. V1500 Cyg, BY Cam 및 V1432 Aql에서는 쌍성계 주성의 회전 주기와 궤도 주기를 재동기화하고 있다는 관측 증거가 있으며 이들 항성계는 수세기 동안의 시간 척도에서 동기화될 것으로 예상된다. 공전 주기와 자전 주기 사이에 약간의 차이가 있기 때문에 극자성 항성의 자기장과 자기권은 공여성에서 볼 수 있듯이 천천히 회전한다. 결정적으로 이러한 비동기 회전은 강착 스트림이 다른 자기장 선과 상호작용하도록 한다. 강착 흐름은 이를 포착한 필드 라인을 따라 이동하기 때문에 다른 필드 라인과 상호 작용할 때 다른 궤적을 따른다. 구체적인 예를 들면 극형 V1432 Aql의 강착 흐름은 때때로 궤도면 위까지 퍼져서 공여별이 주성을 일식할 때 흐름이 가려지지 않는 필드 라인에 쓰이지만 다른 경우에는 수직 범위가 더 적은 필드 라인에 쓰인다. 강착 흐름이 훨씬 더 완벽하게 가려지게 한다. 일식 깊이의 상응하는 변화는 공여별에 대한 주성의 자기장 방향에 매우 크게 의존하는 것으로 나타났다. 비교를 위해 동기 극에서는 쌍성계 주성이 공여자 별을 중심으로 회전하지 않고 스트림은 항상 동일한 필드 라인과 상호작용하여 안정적인 강착 기하학을 형성한다. 또한 4개의 비동기 극들 각각에서 강착 기류가 동기계보다 극자성 항성의 자기권으로 훨씬 더 깊이 이동할 수 있다는 증거가 있으며 이는 공여 항성으로부터의 이례적으로 높은 질량 이동률 또는 낮은 자기장 세기를 암시하지만 이는 자세히 연구되지 않았다. 자기장을 가진 백색 왜성이 주계열 공여 항성으로부터 물질을 얻는 또 다른 종류의 격변변광성은 중간극성이다. 이것들은 더 강한 자기장을 가지고 있고 백색 왜성의 회전은 궤도 주기와 동기화되지 않는다. 공여체가 고갈되고 궤도가 줄어들면서 중간 극지가 극지로 진화할 수 있다는 주장이 제기되었다.

## 같이 보기
- 변광성
- 쌍성
- 항성